# سفارت اوکراین در صوفیه
سفارت اوکراین در صوفیه (به لاتین: Embassy of Ukraine) سفارت واقع در صوفیه، بلغارستان است که میزبان اولین مأموریت دیپلماتیک از اوکراین به جمهوری بلغارستان است.

## تاریخچه
اوکراین و بلغارستان برای اولین بار در ۹ فوریه ۱۹۱۸ با امضای پیمان برست-لیتوفسک در طول جنگ جهانی اول روابط دیپلماتیک برقرار کردند. این پیمان بین اتحاد جماهیر شوروی (که پس از سرنگونی دولت تزاری امپراتوری روسیه به قدرت رسیده بود) و قدرتهای مرکزی (امپراتوری آلمان، امپراتوری اتریش-مجارستان، امپراتوری عثمانی و پادشاهی بلغارستان) به امضا رسید. . اتحاد جماهیر شوروی موافقت کرد که نیروهای روسی را از جبهه شرقی جنگ بیرون بکشد و با قدرتهای مرکزی صلح کند. بخشی از این توافق‌نامه برقراری روابط دیپلماتیک بین دولتهای قدرتهای مرکزی و دولتهای جمهوریهای تازه استقلال یافته اروپای شرقی بود که در طول انقلاب روسیه از روسیه استقلال یافته بودند.
یکی از این ایالت‌ها اروپای شرقی جمهوری خلق اوکراین بود؛ بنابراین، این پیمان باعث شد بلغارستان و اوکراین روابط دیپلماتیک برقرار کنند. اولکساندر شولین، سیاستمدار برجسته اوکراین، اولین سفیر اوکراین در بلغارستان شد. روابط دیپلماتیک در نهایت کوتاه مدت بود، زیرا جمهوری خلق اوکراین سرانجام در سال ۱۹۲۲ مجبور به پیوستن به اتحاد جماهیر شوروی شد. اوکراین که بار دیگر تحت سلطه مسکو قرار گرفت، مجبور شد روابط دیپلماتیک خود را که در طول تجربه کوتاه خود از استقلال ایجاد کرده بود قطع کند. . بلغارستان و اوکراین اندکی پس از استقلال اوکراین از اتحاد جماهیر شوروی و تبدیل شدن به یک کشور مستقل مدرن معروف به جمهوری اوکراین، در ۱۳ دسامبر ۱۹۹۱ روابط دیپلماتیک خود را برقرار کردند.
دو کشور از سال ۱۹۹۱ از روابط مثبت و مثمر ثمر برخوردار بوده‌اند. بلغارستان به عنوان عضوی از اتحادیه اروپا از اوکراین در تلاش برای نزدیک شدن به اتحادیه اروپا و به‌طور کلی با اروپای غربی حمایت کرده‌است.